# 艾拉德足球會
艾拉德足球會（羅馬化：Nādī ar-Rāʾid，直译：「先锋俱乐部」），也稱「布賴代先鋒」，是一支位於沙地阿拉伯的職業足球會，目前於沙特甲組足球聯賽角逐。隊名中الرائد是阿拉伯語，意思是「先鋒」。